# Arménská apoštolská církev

Vlajka Apoštolské církve

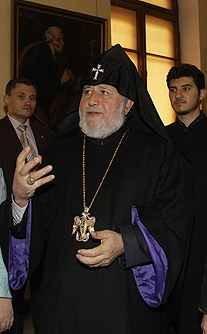
Hlava církve Garegin II.

Arménská apoštolská církev (arménsky Հայաստանեայց Առաքելական Եկեղեցի – Hayastaneayč Aṙak῾elakan Ekełeči) patří mezi starobylé východní církve a je jedním z nejstarších křesťanských společenství a nejstarší případ státní církve – Arménie přijala křesťanství jako státní náboženství v roce 301. Její hlavou je katolikos všech Arménů, v současnosti (2024) Garegin II.

## Historie
Arménská apoštolská církev odvozuje svůj počátek z misijních cest apoštolů Bartoloměje a Judy Tadeáše.

## Věřící
Má dnes přibližně devět miliónů členů, drtivá většina z nich jsou Arméni. Většinové náboženství představuje v Arménii a v Náhorním Karabachu. Vedení církve sídlí v Ečmiadzinu v Arménii. Další významnější ohniska aktivity Arménské apoštolské církve jsou v Izraeli (v Arménské čtvrti v Jeruzalémě), v Turecku a Íránu. Ve zmíněných převážně muslimských zemích se jedná o největší křesťanské menšiny. Na řadě dalších míst po světě má svoje jurisdikční jednotky (diecéze, eparchie, popř, exarcháty).
V České republice působí od roku 2013 pod názvem Církev Svatého Řehoře Osvětitele a podle sčítání lidu 2021 se k ní hlásí 3 lidé. K Božským liturgiím si propůjčuje kostel svatého Ducha na Starém Městě v Praze.